# Frikvarter - Kampen om Sommerferien
Frikvarter - Kampen om Sommerferien er en animationsfilm fra Walt Disney Pictures. Filmen havde premiere i 2001, og er baseret på tv-serien Frikvarter.

## Danske Stemmer
- Sebastian Jessen som T.J
- Mathias Klenske som Vince
- Amalie Ihle Alstrup som Spinelli
- Benjamin Hasselflug som Mikey
- Sara Poulsen som Gretchen
- Lukas Forchhammer som Gus
- Esper Hagen som Inspektør Prickly
- Torben Eskildsen som Mikey sang
- Annevig Schelde Ebbe som Becky
- Christian Damsgaard som Fenwick
- Vibeke Dueholm som Mrs. Finster
- Henning Jensen som Benedict

Øvrige:
- Pauline Rehne
- Peter Røschke
- Simon Stenspil
- Niclas Mortensen
- Annette Heick
- Sasia Mølgaard
- Amalie Dollerup
- Philip Corell Hansen
- Peter Zhelder
- Peter Aude
- Torben Sekov
- Lars Thiesgaard
- Donald Andersen
- Jens Jacob Tychsen
- Sune Hundborg
- Gawenda
- Teatergruppen